# میریان سیلوا د پیکسائو
میریان سیلوا د پیکسائو (انگلیسی: Mirian Silva de Paixão؛ زادهٔ ۲۵ فوریهٔ ۱۹۸۲) بازیکن فوتبال اهل برزیل است.
وی همچنین در تیم ملی فوتبال زنان گینه استوایی بازی کرده‌است.